# Mozaikcsalád
A bennünket körülvevő társas közeg, ökoszisztéma legelemibb egysége a család. Napjaink társadalmi, gazdasági és szemléletbeli változásai következtében már nem csak a hagyományos családforma létezik, hanem új életközösségek, családformák jöttek létre. Ezek egyike a mozaikcsalád vagy patchwork család: egy olyan újraformálódott közösség, melyet az egyik szülő és gyerekei alkotnak az új partnerrel, akinek esetleg szintén van már gyermeke. A mozaikcsalád hazánkban a legelterjedtebb olyan válás utáni családforma, amely mindkét nemi és szülői mintát biztosítja a gyermekek számára, ezek közül az egyik vér szerinti szülő.

## Definíció
Az a (házas vagy együttélő) család, amelyben legalább az egyik felnőttnek van egy (vagy több) gyermeke egy korábbi párkapcsolatból .

## Mozaikcsaládok speciális jellemzői
A mozaikcsalád tehát két felnőtt és egy vagy több gyermek együttéléséből áll össze – első ránézésre nem sokban különböznek a hagyományos családtól, közelebbről megvizsgálva azonban számos speciális jellemzőjük van, melyekben eltér ez a családforma a hagyományostól:
- Nincs minden családtag között vérségi kapcsolat
- A házaspár és a szülőpár (legalább a gyerekek egy részénél) nem azonos
- A szülő-gyerek kapcsolat megelőzi a párkapcsolatot, s a családnak viszonylag fiatal a közös története
- Kevésbé egyértelmű a családtagok számára, hogy ki tartozik a családba (pl. a férj számára a saját, exfeleségénél élő gyermeke is családtag, míg a feleség számára nem)
- A családtagok egy része a korábbi kapcsolat megromlása miatt már átesett egy családi krízisen (pl. váláson)